# 出口和宏
出口 和宏（でぐち かずひろ、1970年〈昭和45年〉2月16日 - ）は、日本の自治・総務官僚。

## 来歴
大阪府八尾市出身。大阪教育大学附属高等学校天王寺校舎を経て、1992年（平成4年）、東京大学法学部を卒業。同年自治省に入省。入省後、富山県経営管理部長、自治財政局調整課長、同局交付税課長、同局財政課長、消防庁国民保護・防災部参事官、自治財政局地方債課長などを歴任。
2022年（令和4年）6月28日、内閣官房内閣審議官（内閣官房副長官補付）兼内閣官房沖縄連絡室室員兼内閣官房ギャンブル等依存症対策推進本部事務局審議官兼兼内閣官房孤独・孤立対策担当室次長に就任。
2024年（令和6年）7月5日、総務省大臣官房長に就任。
2025年（令和7年）7月1日、自治財政局長に就任。

#### リスト
1. ↑  [6][7][8][9][10][11]